# Llista de països que han aconseguit la independència del Regne Unit
La llista de països i territoris que anteriorment van estar governats o administrats pel Regne Unit, o ha format part de l'Imperi Britànic, es representa en un mapa resum amb indicació del seu any d'independència.
En aquells països que no van obtenir la seva independència en una sola data, es mostra la darrera.